# Autobahnkreuz Hannover-Buchholz
Das Autobahnkreuz Hannover-Buchholz (Abkürzung: AK Hannover-Buchholz; Kurzform: Kreuz Hannover-Buchholz) ist ein Autobahnkreuz in Hannover. Es verbindet die Bundesautobahn 2 (Oberhausen – Hannover – Berlin; E 30) mit der Bundesautobahn 37 (Messeschnellweg).

## Geografie
Das Autobahnkreuz liegt im hannoverschen Stadtteil Lahe am nordöstlichen Stadtrand. In der Nähe befindet sich die Deponie Hannover mit dem sogenannten Monte Müllo, der höchsten Erhebung in Hannover. Es befindet sich etwa 10 km nordöstlich der hannoverschen Innenstadt, etwa 125 km südlich von Hamburg und etwa 50 km nordwestlich von Braunschweig.
Das Autobahnkreuz Hannover-Buchholz trägt auf der A 2 die Anschlussstellennummer 47, auf der A 37 die Nummer 4.

## Bauform und Ausbauzustand
Die A 2 ist sechsstreifig ausgebaut, die A 37 vierstreifig. Außer der Relation A 2-Ost – A 37-Nord (einspurig) sind alle direkten Rampen zweispurig ausgeführt. Bei den indirekten Verbindungsrampen ist nur die Relation A 37-Süd – A 2-West zweispurig ausgeführt; die restlichen indirekten Rampen sind einspurig.
Das Autobahnkreuz wurde als Kleeblatt angelegt. Auf der A 2 in Richtung Berlin bildet das Kreuz zusammen mit der AS Hannover-Lahe eine Doppelanschlussstelle.

## Verkehrsaufkommen
Das Kreuz wird täglich von rund 150.000 Fahrzeugen befahren.
| Von                           | Nach                       | Durchschnittliche tägliche Verkehrsstärke | Durchschnittliche tägliche Verkehrsstärke | Durchschnittliche tägliche Verkehrsstärke | Anteil Schwerlastverkehr | Anteil Schwerlastverkehr | Anteil Schwerlastverkehr |
| Von                           | Nach                       | 2005                                      | 2010                                      | 2015                                      | 2005                     | 2010                     | 2015                     |
| ----------------------------- | -------------------------- | ----------------------------------------- | ----------------------------------------- | ----------------------------------------- | ------------------------ | ------------------------ | ------------------------ |
| AS Hannover-Lahe (A 2)        | AK Hannover-Buchholz       | 92.000                                    | 113.700                                   | 88.600                                    | 16,7 %                   | 15,8 %                   | 22,1 %                   |
| AK Hannover-Buchholz          | AK Hannover-Ost (A 2)      | 80.700                                    | 083.400                                   | 87.000                                    | 17,1 %                   | 20,8 %                   | 20,3 %                   |
| AK Hannover/Kirchhorst (A 37) | AK Hannover-Buchholz       | 45.000                                    | 045.900                                   | 41.100                                    | 03,9 %                   | 05,0 %                   | 03,8 %                   |
| AK Hannover-Buchholz          | AS Hannover-Misburg (A 37) | 60.100                                    | 054.000                                   | keine Daten                               | 03,8 %                   | 03,7 %                   | keine Daten              |